# Radiměř
Radiměř é uma comuna checa localizada na região de Pardubice, distrito de Svitavy.